# Thomas Hardwicke
Pour les articles homonymes, voir Hardwicke.
Thomas Hardwicke est un militaire et un naturaliste britannique, né en 1755 et mort le 3 mai 1835.

## Biographie
À l’âge de 22 ans, il rejoint la Compagnie anglaise des Indes orientales et séjourne en Inde de 1777 à 1823. Il atteint le rang de major-général en 1819, se retire du service en 1823 et revient alors en Grande-Bretagne.
Durant sa carrière militaire en Inde, il voyage beaucoup à travers le sous-continent. Il commence une très riche collection de spécimens zoologiques et d’illustrations naturalistes. Il emploie de nombreux artistes indiens mais ceux-ci sont restés inconnus. Ils ont su adapter leur style à la demande d’illustrations scientifiques et utilisent l’aquarelle. La collection, comprenant 4 500 illustrations, fut léguée au British Museum en 1835 puis, en partie, transférée plus tard de Natural History Museum de Londres.
L’enthousiasme d’Hardwicke fut encouragé par les principaux scientifiques britanniques avec lesquels il entretient une correspondance suivie. Il est ainsi en contact avec Sir Joseph Banks (1743-1820), président de la Royal Society, et Hardwicke devient lui-même membre de cette société en 1813. Sa collection d’illustrations est utilisée par plusieurs zoologistes dont John Edward Gray (1800-1875). Ce dernier fait paraître, de 1830 à 1835, Illustrations of Indian Zoology, financé par Hardwicke et qui présente 202 grandes planches. Mais il meurt avant de pouvoir écrire le texte devant accompagner l’ouvrage.